# 首輪 (BDSM)
首輪 はSMプレイで用い、奴隷としての屈辱感、被支配感を味わわせるための効果的な小道具である。また支配者側も首輪を着用することがある。その場合は鋲付きや装飾されたものなど華美なものが用いられ権威付けとされる。
もともと犬用の首輪をペットプレイに用いることが一般的と解釈されている。また、支配と服従の記号としても用いられる。映画やコミックによって首輪のイメージが拡大したため、金属製、革製、鋲付きなど多くの種類が出回っている。
最も一般的な素材は革で、バックルが付いた犬用の首輪を利用することが多い。他の素材としてはゴム、プラスチック、また金属の場合はステンレスが多い。首輪は様々な装飾を付ける場合があり、しばしばバックル、ストラップ、Dリング（金具）、南京錠などが付けられる。一般的なのは帯状の黒い革のものだが、様々なバリエーションが存在し優美なネックレス状のものもある。Dリングにはリード（引き綱）を取り付けることが多い。

## 首輪の意義

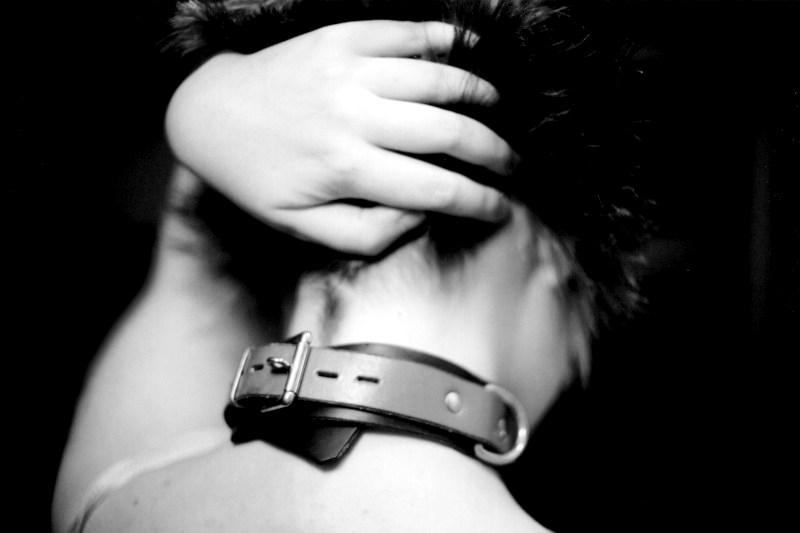
BDSMスタイルの後ろで締める首輪

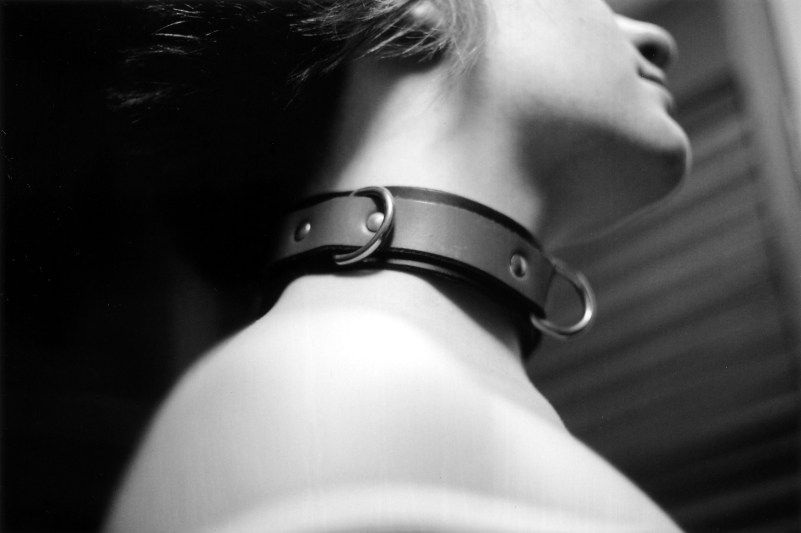
Dリングが付いた首輪

BDSMにおける首輪とは服従する側が首に巻く道具を指す。またこの言葉は支配する側の、される側に対する支配力そのものを指す言葉としても用いられる。被支配とペット的な状態を含有するため羞恥プレイに用いることができ、とくにリードが取り付けられていると効果が高い。
首輪が持つ意味はBDSM愛好者の中でも様々である。首輪を着ける行為は服従する側であることを示しているのかも知れない。また同様に、着用者が誰かに「所有されている」ことを示しているのかも知れない。或いは支配関係を表す実体的な象徴なのかも知れない。錠前の付いた首輪は、鍵を持つ相手へ支配力を譲り渡したことを示しているのかも知れない。
首輪を着ける事によって相手との関係を示すことで、その人物は「首輪を着けられた」（カラード collared）と言われる。中には正式に「首輪を着ける儀式」（カラーリング・セレモニー collaring ceremony）を執り行うことで、二人の関係を結婚式と同様に祝う者もいる。

## 使用の実態
首輪を常に着けている者は少ない。首輪はファッションとして広まりつつあるが、他人の目を引かないわけではなく、とくに男性が着けた場合は目立つ存在となる。パートナーと一緒にいるプライベートな時やBDSMコミュニティにいる時だけ着ける者が多数である。
BDSMの趣味が伝統的コミュニティから中流階級へ広がるにつれ、首輪の役割に変化が訪れた。24時間、常に主従関係を保つカップルは、普通のチョーカーやネックレスに見間違えられるような首輪を選び、公共の場所でも密かに着用するようになってきている。さらなる変化として、支配／服従関係の役割を交代したり、もしくは伝統的なBDSMほど主従関係が明確に分かれていない人々もいる。また二人とも首輪を着けることでお互いの献身や、そのライフスタイルへの傾倒を示す人々がいる。その場合、二人が着ける首輪はそっくりだったり、互いへの誓いが彫り込まれていることが多い。
クラブや家、社交的な空間のある場所においては、服従者を守るために室内用の首輪を用いることがある。室内用の首輪は服従者が家人の指導下にあることを示し、接触してはならないとされる。これは服従者が未熟であり、本人が決心するためにはまだ学ぶための時間が必要である場合に用いられることが多い。

## ベルクロ首輪
「ベルクロ首輪」は近年広まってきた、嘲笑的な意味合いで使われる言葉である。伝統的コミュニティはルールを非常に重んじ、また安全面の観点からも真面目なライフスタイルを要求していた。しかし昨今では興味を引かれた人々がメールやチャット、インスタントメッセンジャーなどで簡単に匿名のままオンラインのBDSMに参加できる。ベルクロ首輪とはマジックテープのように、オンラインのBDSMで現在のパートナーのことを考慮せずに新たな相手と頻繁にカラーリング・セレモニーを行なったり、ログインしないことでパートナーとの関係を簡単に絶ったりする傾向を指している。